# 1948年夏季奥林匹克运动会自行车比赛
1948年夏季奥林匹克运动会自行车比赛在英国伦敦举行。

## 奖牌榜

### 公路
| Event                          | 金牌                                                                    | 银牌                                                                  | 铜牌                                                |
| Road race, Individual （詳細） | 法国（FRA） · José Beyaert                                              | 荷兰（NED） · Gerrit Voorting                                         | 比利时（BEL） · Lode Wouters                        |
| Road race, Team （詳細）       | 比利时（BEL） · Léon Delathouwer · Eugène van Roosbroeck · Lode Wouters | 英国（GBR） · 鲍勃·梅特兰 · 伊恩·斯科特 · 戈登·托马斯 · 厄尼·克莱门茨 | 法国（FRA） · 若泽·贝亚尔 · 雅克·杜邦 · 阿兰·穆瓦诺 |

### 场地
| Event                 | 金牌                                                                       | 银牌                                                                              | 铜牌                                                                        |
| 团体追逐赛 （詳細）   | 法国（FRA） · Fernand Decanali · 皮埃尔·亚当 · 塞尔日·布吕松 · 夏尔·科斯特 | 意大利（ITA） · 里诺·普奇 · 阿纳尔多·本费纳蒂 · 圭多·贝尔纳迪 · 安塞尔莫·奇泰里奥 | 英国（GBR） · 威尔弗雷德·沃特斯 · 艾伦·吉尔达德 · 汤米·戈德温 · 戴维·里基茨 |
| 个人争先赛 （詳細）   | 意大利（ITA） · 马里奥·盖拉                                                | 英国（GBR） · 雷吉·哈里斯                                                         | 丹麦（DEN） · Axel Schandorff                                               |
| 双人赛 （詳細）       | 意大利（ITA） · 雷纳托·佩罗纳 · 费迪南多·泰鲁齐                            | 英国（GBR） · Alan Bannister · 雷吉·哈里斯                                        | 法国（FRA）加斯东·德龙 · 勒内·费伊                                          |
| 1000米计时赛 （詳細） | 法国（FRA） · 雅克·杜邦                                                    | 比利时（BEL） · Pierre Nihant                                                     | 英国（GBR） · 汤米·戈德温                                                   |

## 参赛国家
| - 阿根廷（12） - （6） - 奥地利（8） - 比利时（12） - 加拿大（6） - 智利（4） - 中国（1） - 古巴（1） - 丹麦（11） - 芬兰（5） - 法国（11） |  | - 英国（10） - 希腊（3） - 圭亚那（1） - 印度（9） - 意大利（12） - 卢森堡（4） - 墨西哥（5） - 荷兰（9） - 新西兰（1） - 挪威（4） - 巴基斯坦（2） |  | - 秘鲁（3） - 南非（3） - 韩国（2） - 瑞典（4） - 瑞士（11） - 特立尼达和多巴哥（1） - 土耳其（4） - 美国（9） - 乌拉圭（9） - 委内瑞拉（1） - 南斯拉夫（4） |

## 各国奖牌榜
| 排名 | 国家／地区 | 金牌 | 银牌 | 铜牌 | 總數 |
| ---- | ---------- | ---- | ---- | ---- | ---- |
| 1    | 法国       | 3    | 0    | 2    | 5    |
| 2    | 意大利     | 2    | 1    | 0    | 3    |
| 3    | 比利时     | 1    | 1    | 1    | 3    |
| 4    | 英国       | 0    | 3    | 2    | 5    |
| 5    | 荷兰       | 0    | 1    | 0    | 1    |
| 6    | 丹麦       | 0    | 0    | 1    | 1    |